# Surkhrud
Surkhrud är ett vattendrag i östra Afghanistan. Det rinner upp i provinsen Logar och mynnar som högerbiflod i Kabulfloden i Nangarharprovinsen, i den östra delen av landet.